# Agostino Donghi
Agostino Donghi, né vers 1610 et mort en 1648, est un prélat catholique de Corse génoise.

## Biographie
Agostino Donghi est né vers 1610.
Il est nommé évêque d'Aléria le 18 avril 1644.
Il meurt en 1648.